# 笹貫停留場
笹貫停留場（ささぬきていりゅうじょう）は、鹿児島県鹿児島市東谷山一丁目にある鹿児島市電谷山線の停留場。鹿児島市電1系統の停車する停留場である。

## 歴史
- 1915年（大正4年）10月25日：鹿児島電気軌道により設置される[1]。
- 1918年（大正7年）1月14日：廃止[2]。
- 1920年（大正9年）2月9日：再設置[3]。
- 1928年（昭和3年）7月1日：鹿児島市電気局（現・鹿児島市交通局）に移管。

## 構造
2面2線の相対式ホーム。地上に存在する。隣接して踏切があり、各ホームとの行き来は電車が通過中でない限りいつでもできる。両ホームに電車接近表示機及びアナウンスがある。両のりばとも車椅子の使用は可。ただし、電動車椅子はホーム幅が規定に足りないため不可。停留所への係員配置がないため乗車券などの販売は行っていない。
単線時代は交換設備を有しており、タブレット交換も行われていた。

### のりば
- 1系統 - 谷山方面
- 1系統 - 郡元・騎射場・天文館通・鹿児島駅前方面

## 利用状況
| 年度   | 1日平均 乗降人員 |
| ------ | ---------------- |
| 2011年 | 1,538            |
| 2012年 | 1,508            |
| 2013年 | 1,562            |
| 2014年 | 1,596            |
| 2015年 | 1,648            |

## バス路線
鹿児島交通の笹貫バス停が利用可能である。
（下記は各系統の行先）

### 笹貫バス停
| 笹貫バス停（上り）−鹿児島県鹿児島市小松原一丁目 |                              |                        |
| 系統番号                                        | 経由地                       | 行先                   |
| 1                                               | 脇田・県庁前                 | 鹿児島駅前             |
| 2                                               | 脇田・騎射場                 | 水族館前               |
| 2                                               | 脇田・騎射場                 | 鹿児島駅前             |
| 4                                               | 鹿児島中央駅・天文館         | 鹿児島駅前             |
| 5                                               | 鹿児島中央駅・天文館         | 金生町                 |
| 6                                               | 脇田・騎射場                 | 金生町                 |
| 6-2                                             | 脇田・騎射場                 | 市役所前               |
| 6-3                                             | 脇田・県庁前                 | 鹿児島駅前             |
| 7                                               | 脇田・騎射場                 | 金生町                 |
| 8                                               | 脇田・騎射場                 | 金生町                 |
| 35                                              | 脇田・鶴ヶ崎橋               | 鴨池港                 |
| 種別                                            | 経由地                       | 行先                   |
| 準急                                            | 鹿児島中央駅・天文館         | 金生町                 |
| 普通                                            | 鹿児島中央駅・天文館         | 金生町                 |
| 普通                                            | 大門口                       | 金生町                 |
| 笹貫バス停（下り）−鹿児島県鹿児島市小松原一丁目 |                              |                        |
| 系統番号                                        | 経由地                       | 行先                   |
| 1                                               | 谷山駅前・平川               | 平川星和台             |
| 2                                               | 谷山駅前・坂之上             | 動物園                 |
| 4                                               |                              | イオン鹿児島           |
| 4                                               | イオン鹿児島・坂之上         | 慈眼寺団地             |
| 5                                               | 七ツ島                       | 七ツ島1丁目            |
| 5                                               | 谷山港・七ツ島               | 七ツ島1丁目            |
| 6                                               | 恵比須中央・慈眼寺公園前     | 慈眼寺団地             |
| 6                                               | 生協病院前・慈眼寺公園前     | 慈眼寺団地             |
| 6-2                                             | 新和田橋・慈眼寺公園前       | 慈眼寺団地             |
| 6-3                                             | 新和田橋・慈眼寺公園前       | 慈眼寺団地             |
| 7                                               | 坂之上・国際大学前           | 慈眼寺団地             |
| 8                                               | 竹ノ迫・自由ヶ丘             | ふれあいスポーツランド |
| 8                                               | 竹ノ迫・自由ヶ丘             | 中山団地中央           |
| 35                                              | 中山団地中央・皇徳寺公民館前 | 皇徳寺小前             |
| 種別                                            | 経由地                       | 行先                   |
| 準急                                            | 谷山駅前・伊作               | 加世田                 |
| 普通                                            | 谷山駅前                     | 伊作                   |
| 普通                                            | 谷山駅前・川辺高校           | 枕崎                   |
| 普通                                            | 平川・知覧                   | 特攻観音入口           |
| 普通                                            | 平川・喜入                   | 山川桟橋               |

## 周辺
医療機関
- 中木原病院

郵便局
- 笹貫郵便局

道路
- 国道225号

その他
- マンガ倉庫 鹿児島店

## 隣の停留場
鹿児島市交通局
鹿児島市電1系統
脇田停留場(I22) - 笹貫停留場(I23) - 上塩屋停留場(I24)